# Ufuk Talay
Ufuk Talay (ur. 26 marca 1976) – australijski piłkarz występujący na pozycji pomocnika.

## Kariera piłkarska
Od 1992 do 2011 roku występował w Marconi Stallions, Galatasaray SK, Antalyaspor, Kardemir Karabükspor, Bursaspor, Nîmes Olympique, Gaziantepspor, Mersin İdman Yurdu, Sydney, Avispa Fukuoka, North Queensland Fury i Sydney United.